# Литвинівська сільська рада (Вишгородський район)
Литвинівська сільська рада — колишній орган місцевого самоврядування у Вишгородському районі Київської області. Адміністративний центр — село Литвинівка.

## Загальні відомості
Литвинівська сільська рада утворена в 1919 році.
Територією ради протікає річка Скоропадка.

## Населені пункти
Сільській раді підпорядковані населені пункти:
- с. Литвинівка
- с. Лісовичі
- с. Миколаївка

## Склад ради
Рада складалася з 16 депутатів та голови.

### Керівний склад попередніх скликань
| ПІБ                            | Основні відомості                                                         | Дата обрання | Дата звільнення |
| ------------------------------ | ------------------------------------------------------------------------- | ------------ | --------------- |
| Рибальченко Алла Василівна     | Сільський голова, 1957 року народження, позапартійна                      | 26.03.2006   | 31.10.2010      |
| Приходько Олександр Михайлович | Сільський голова, 1959 року народження, освіта вища, член Партії регіонів | 31.10.2010   |                 |

Примітка: таблиця складена за даними джерела